# Mythologie ossète

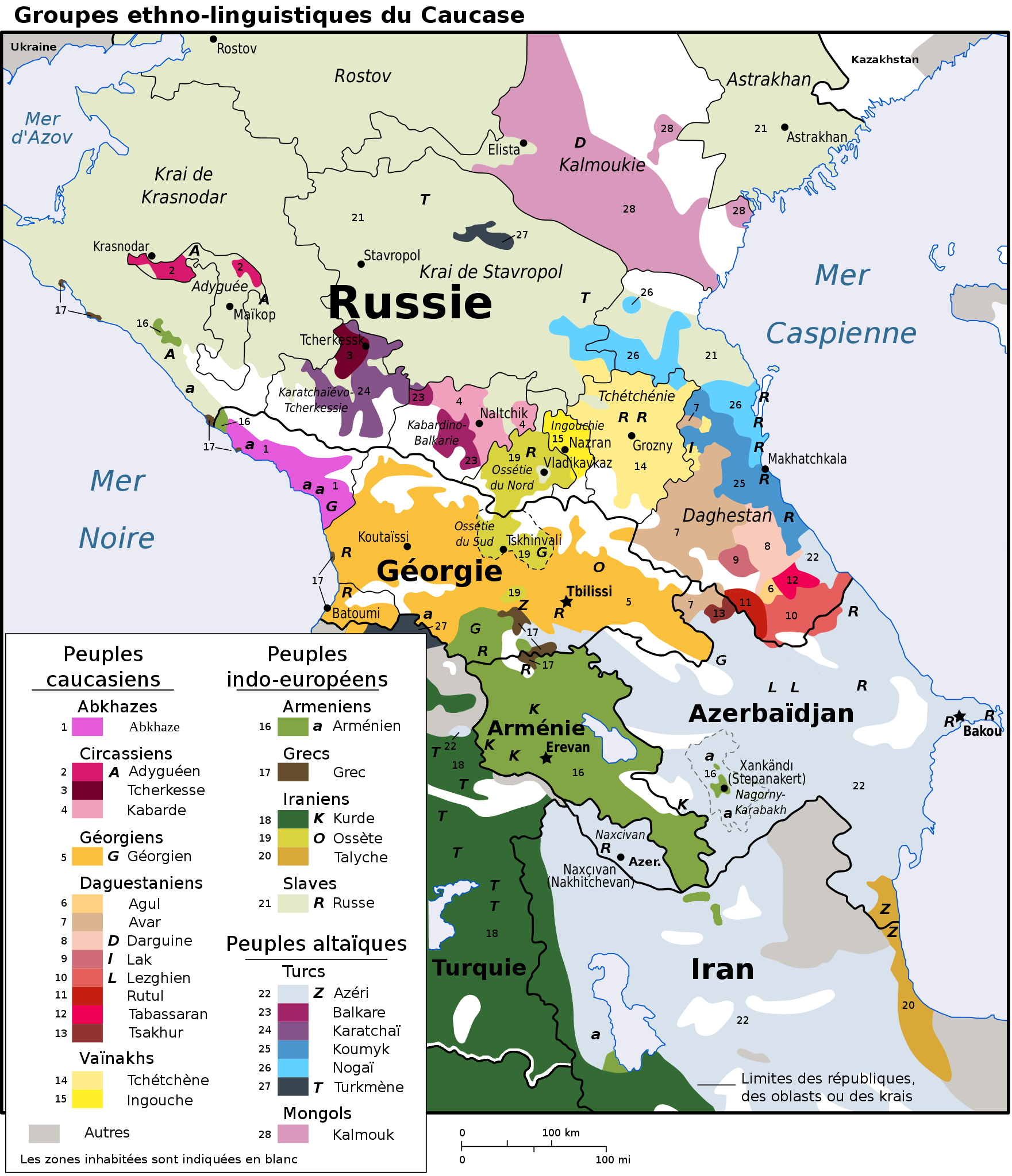
Ethnies et langues au Caucase.

La mythologie des Ossètes, peuple actuel du Caucase, comprend un certain nombre de divinités et d'êtres aux pouvoirs surnaturels, le tout teinté d'influences chrétiennes et musulmanes, ainsi les noms de dieux correspondent souvent à des noms de saints.

## Divinités
Ces divinités jouent un rôle plus ou moins important dans l'épopée de la race semi-divine des Nartes. Cette mythologie a influencé ou a été influencé à différents degrés des légendes des peuples voisins, notamment des Tatars, Tcherkesses, Tchétchènes et Ingouches. Les mythes et cultes païens ont survécu grâce aux traditions cultuelles et orales malgré l'influence des monothéismes dans la région. Ces histoires ont alors été retranscrites à l'écrit depuis la deuxième moitié du XIXe siècle et d'éventuelles comparaisons avec d'autres mythologies indo-européennes ont depuis lors été signalées. La grande majorité de la littérature francophone sur la mythologie ossète nous a été rapportée par le philologue et comparatiste français Georges Dumézil, qui a reconnu dans cette mythologie un héritage de la religion des scythes, dont les Ossètes seraient les descendants.

### Panthéon ossète
Le panthéon ossète comprend notamment les divinités suivantes :
- Æfsati (ossète : Æфсати) : maître des animaux sauvages, protecteur des chasseurs.
- Donbettyr (ossète : Донбеттыр - saint Pierre) : maître des eaux.
- Fælværa (ossète : Фæлвæра - saints Flor et Laur) : protecteur du bétail et surtout des ovins.
- Safa (ossète : Сафа) : protecteur du foyer.
- Tutyr (ossète : Тутыр - saint Théodore de Tyr) : protecteur des loups.
- Watsilla (ossète : Уацилла - saint Élie) : dieu de la pluie, du tonnerre et de l'éclair, protecteur de la moisson.
- Syrdon (ossète : Сырдон) : dieu fripon.